# 美容科
美容科（びようか）とは、職業高等学校、専修学校、職業訓練施設、職業訓練を実施する刑事施設にある学科あるいは訓練科。美容師養成施設、理容美容科、美容科などの名称もある。動物・ペットについて学ぶ教育訓練施設には、犬美容科、ペット美容科などがある。

## おもな設置施設
- 横浜市立横浜商業高等学校別科
- BEAUTY ARTS KOBE 日本高等美容専門学校
- ECCアーティスト専門学校
- FRBビューティカレッジ
- IPC国際ペットカルチャー総合学院（ペット美容科）
- NBU 大分美容専門学校
- NRB日本理容美容専門学校
- YIC京都ビューティ専門学校
- アイム・キンキ理容美容専門学校
- アポロ美容専門学校
- アリアーレビューティー専門学校（愛知県）
- アルファジャパン美容専門学校
- いわきヘアメイクアカデミー（いわき理容美容学校）
- エッジ国際美容学校
- エルベンセ美容協同組合（東京）組合所有訓練校
- エル美容職業訓練校（水戸市）
- グルノーブル美容専門学校
- タラビューティ専門学校
- チコアンド田園理容・美容技能校（鳥取市）
- トータルビューティカレッジ川越
- パッション・ピープル・ポット人材開発センター（愛知県）
- ハリウッドビューティ専門学校
- 大宮理容美容専門学校
- ビューティーワーク長崎
- ヘアラルト阪神理容美容専門学校
- ベルフォートアカデミーオブビューティ
- ミキヤヘアメイクカレッジ（大阪府）
- みやうち着付士職業訓練校
- ユニバーサルビューティーカレッジ（総合美容科）
- リバティーペットケァカレッジ（犬美容科）
- レナークビューティースクール（宮城県）
- 愛知介護美容職業訓練校 グローリア21介護美容科
- 愛知中央美容専門学校
- 旭川理容美容専門学校
- 旭理容美容専門学校（三重県）
- 岐阜美容専門学校
- 亀岡美容職業訓練校短期課程
- 技友ビューティ福祉専門学校（茨城県古河市）
- 宮崎美容職業訓練協会宮崎美容職業訓練校
- 京都理容美容専修学校
- 九州サンシャイングルーミングスクール（愛犬美容科）
- 九州サンシャイングルーミングスクール 福岡校（愛犬美容科）
- 熊本美容職業訓練校（熊本県美容技術研修センター）
- 群馬県美容専門学校
- 健友館整体師養成所
- 広島県理容美容専門学校
- 広島美容専門学校
- 高知CLBアカデミー高等職業訓練校（理美容科）
- 高知県立高知ろう学校（理美容科）
- 高知理容美容専門学校
- 高知県美容理容人材育成事業推進協議会職業訓練校
- ロイヤルたかぎ職業訓練校
- シャンゼ職業訓練校
- 高津理容美容専門学校
- 国際デザイン・ビューティカレッジ
- 国際総合ビューティーカレッジ
- 国際文化理容美容専門学校国分寺校
- 国際文化理容美容専門学校渋谷校
- 国際理容美容専門学校
- 佐和子の店#徳島CLBアカデミー
- 札幌ビューティーカレッジ
- 薩摩ビューティカレッジ
- 三信高級家事商業職業学校
- 三沢職業能力開発協会
- 鹿児島ビューティカレッジ（理・美容科）
- 鹿児島県美容研修センター美容研修科
- 鹿児島美容技術専門校
- 出雲高等技術校
- 松江理容美容専門学校
- 松山美容職業訓練校
- 職業訓練法人新潟美容技術育成会新潟ビューティーアカデミー
- 新潟県職業能力開発協会認定職業訓練校
- 職業訓練法人大阪理美容職業訓練協会
- 職業訓練法人富山美容職業訓練会富山美容職業訓練校、短期課程：美容科
- 真野美容専門学校
- 盛岡ヘアメイク専門学校
- 静岡県西部理容美容専門学校
- 静岡県東部理容美容専門学校
- 石川県理容美容専門学校
- 赤塚学園タラデザイン専門学校
- 仙台中央理容美容専門学校
- 千葉美容専門学校
- 専修学校ビューティーモードカレッジ（ビーモード 沖縄）
- 専門学校中部ビューティ・デザインカレッジ
- 専門学校麻生ビューティーカレッジ
- 全日本婚礼美容家協会広域認定職業訓練婚礼美容科
- 倉敷ビューティーカレッジ
- 早稲田美容専門学校
- 総合美容専門学校ベルフォート
- 足利デザイン×ビューティ専門学校
- 大阪ビューティーアート専門学校
- 大阪ベルェベル美容専門学校
- 福岡大村美容ファッション専門学校
- 中央動物専門学校（愛犬美容科）
- 中央理美容専門学校
- 中日美容専門学校
- 中部ビューティ・デザインカレッジ（CBDC）
- 鳥取県理容美容高等専修学校
- 島根県出雲高等技術校
- 島根県立高等技術校
- 島根中央地域職業訓練センター（理美容科）
- 東京ビューティーアート専門学校
- 東京総合美容専門学校（TSBS）
- 東京綜合理容美容専門学校
- 東京文化美容専門学校
- 東萌保育専門学校（ファッション美容科）
- 徳島県立中央テクノスクール
- 徳島県立徳島聴覚支援学校（理美容科）
- 日本美容専門学校（総合美容科）
- 姫路理容美容専門学校
- 富山県理容美容専門学校
- 福井県理容美容専門学校
- 福岡南美容専門学校
- 福岡美容専門学校
- 米子ビューティーカレッジ
- 北海道ヘアーコレクションテクニカルカレッジ
- 北海道美容専門学校
- RIBI 北海道理容美容専門学校
- 北九美容職業訓練会北九美容高等技術専門校（北九州市小倉北区, 美容技能実践科）
- 麻生ビューティーカレッジ
- 理容美容専門学校西日本ヘアメイクカレッジ
- 神戸理容美容専門学校